# Liste der Auslandsvertretungen Kanadas

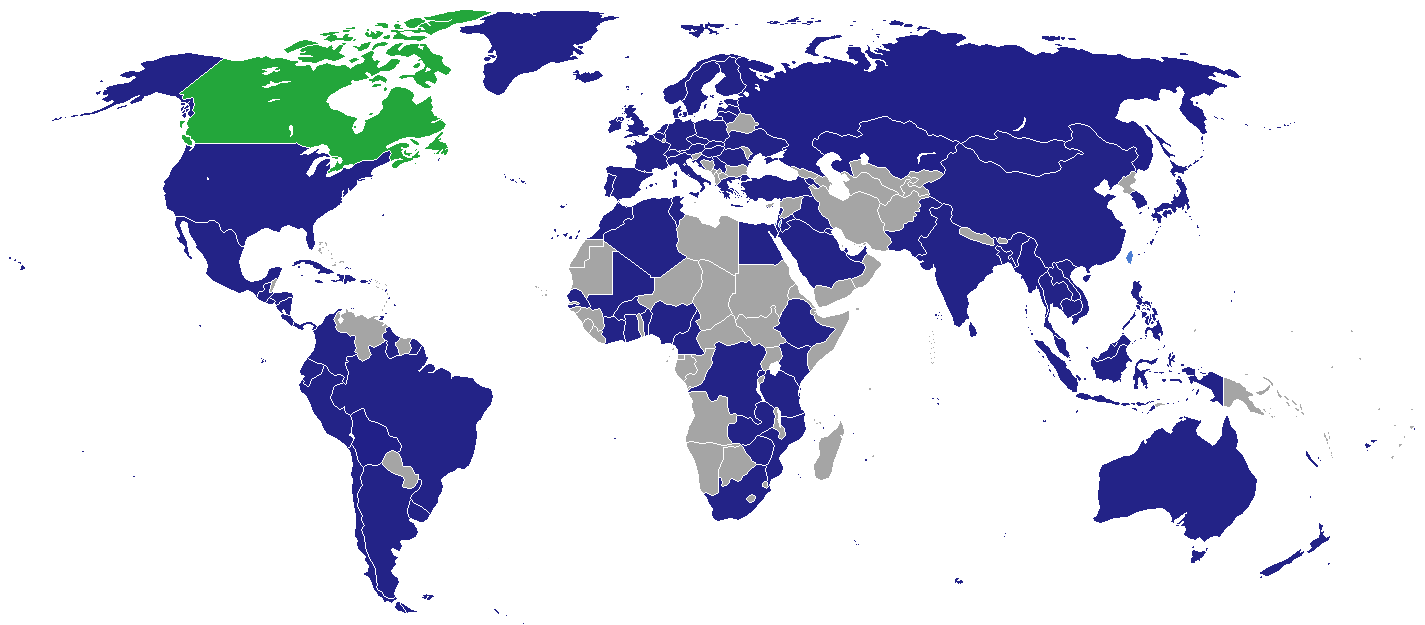
Standorte der diplomatischen Vertretungen Kanadas

Dies ist eine Liste der diplomatischen und konsularischen Vertretungen Kanadas.

## Diplomatische und konsularische Vertretungen

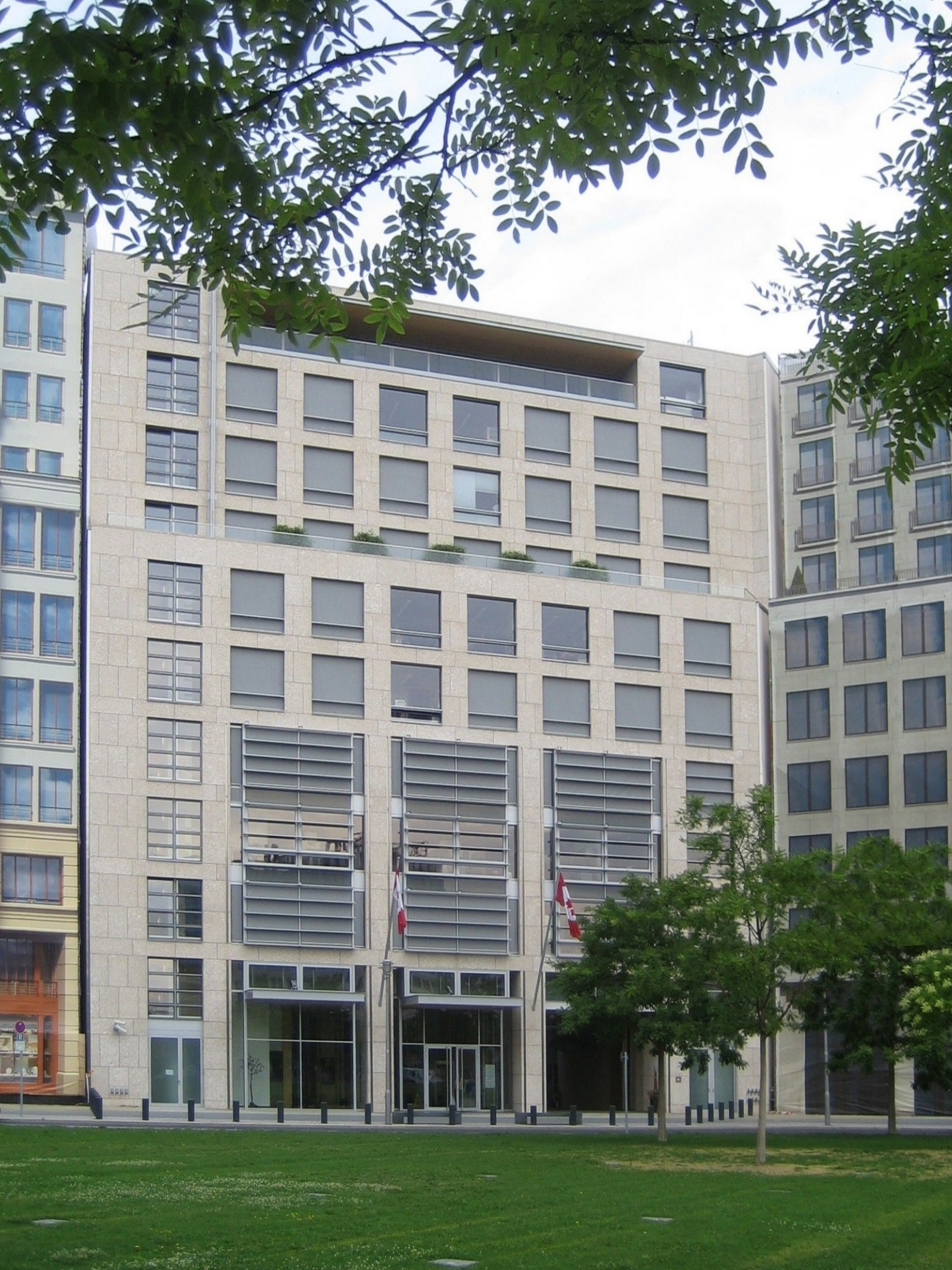
Kanadische Botschaft in Berlin

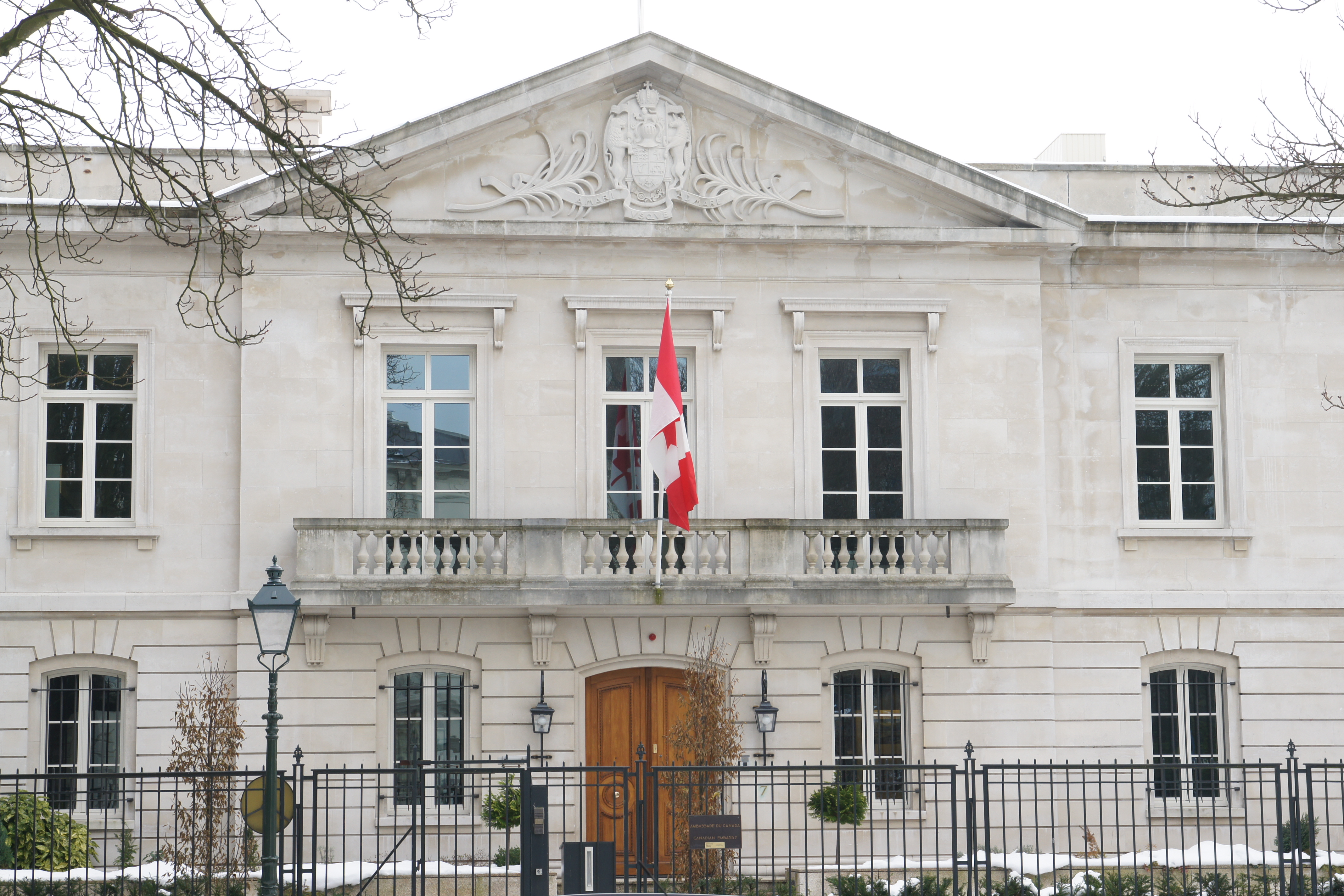
Kanadische Botschaft in Den Haag

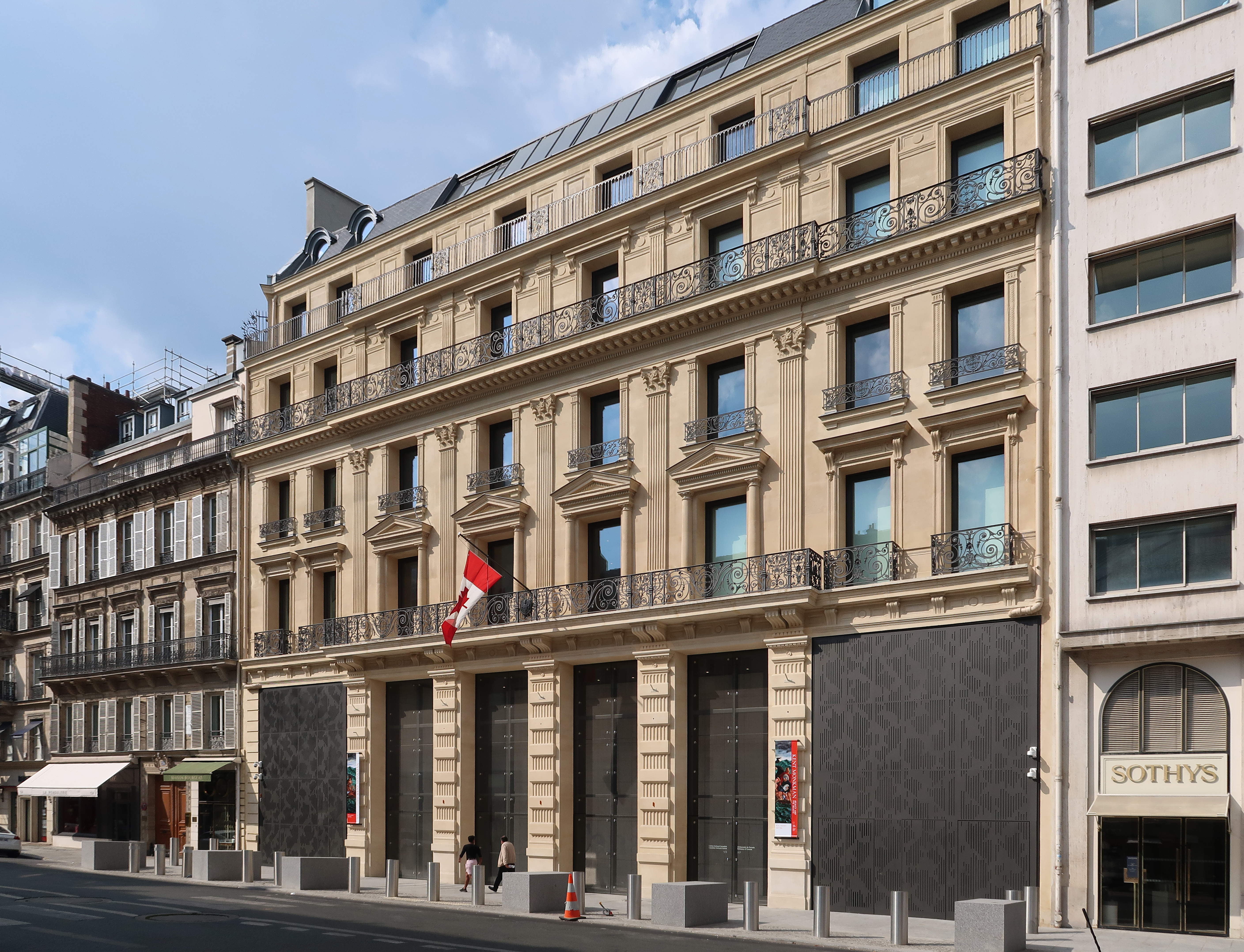
Kanadische Botschaft in Paris

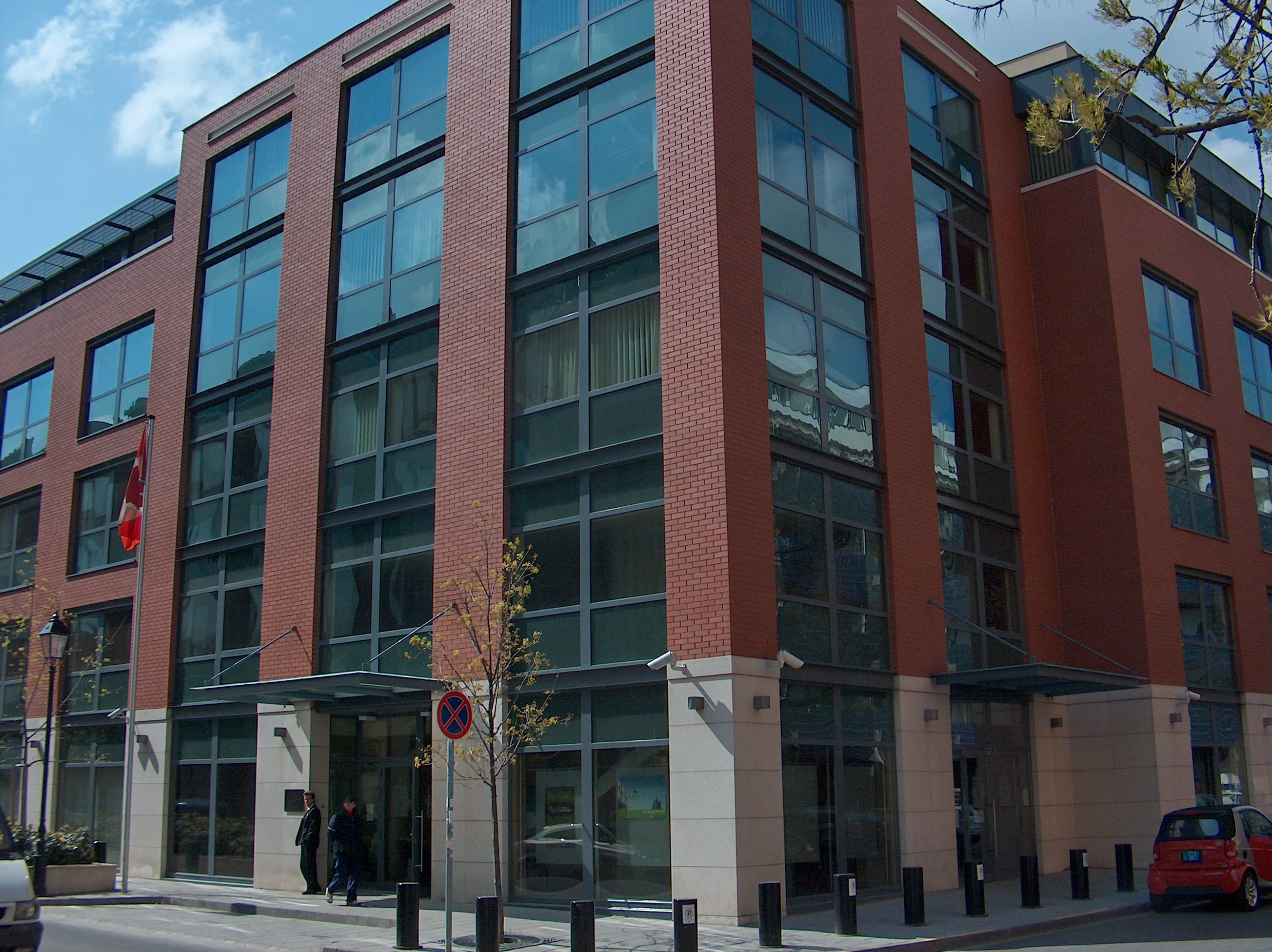
Kanadische Botschaft in Budapest

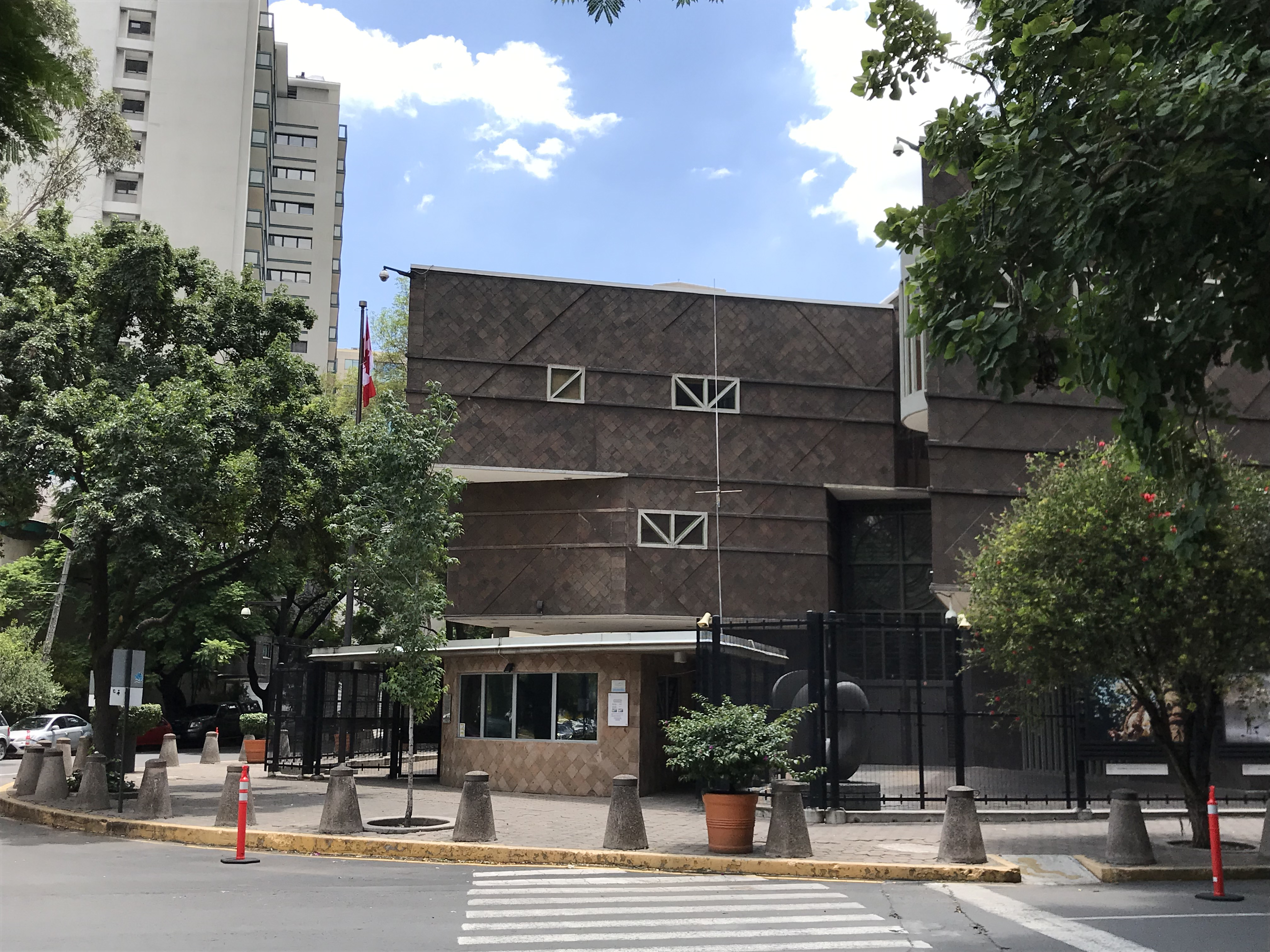
Kanadische Botschaft in Mexiko-Stadt

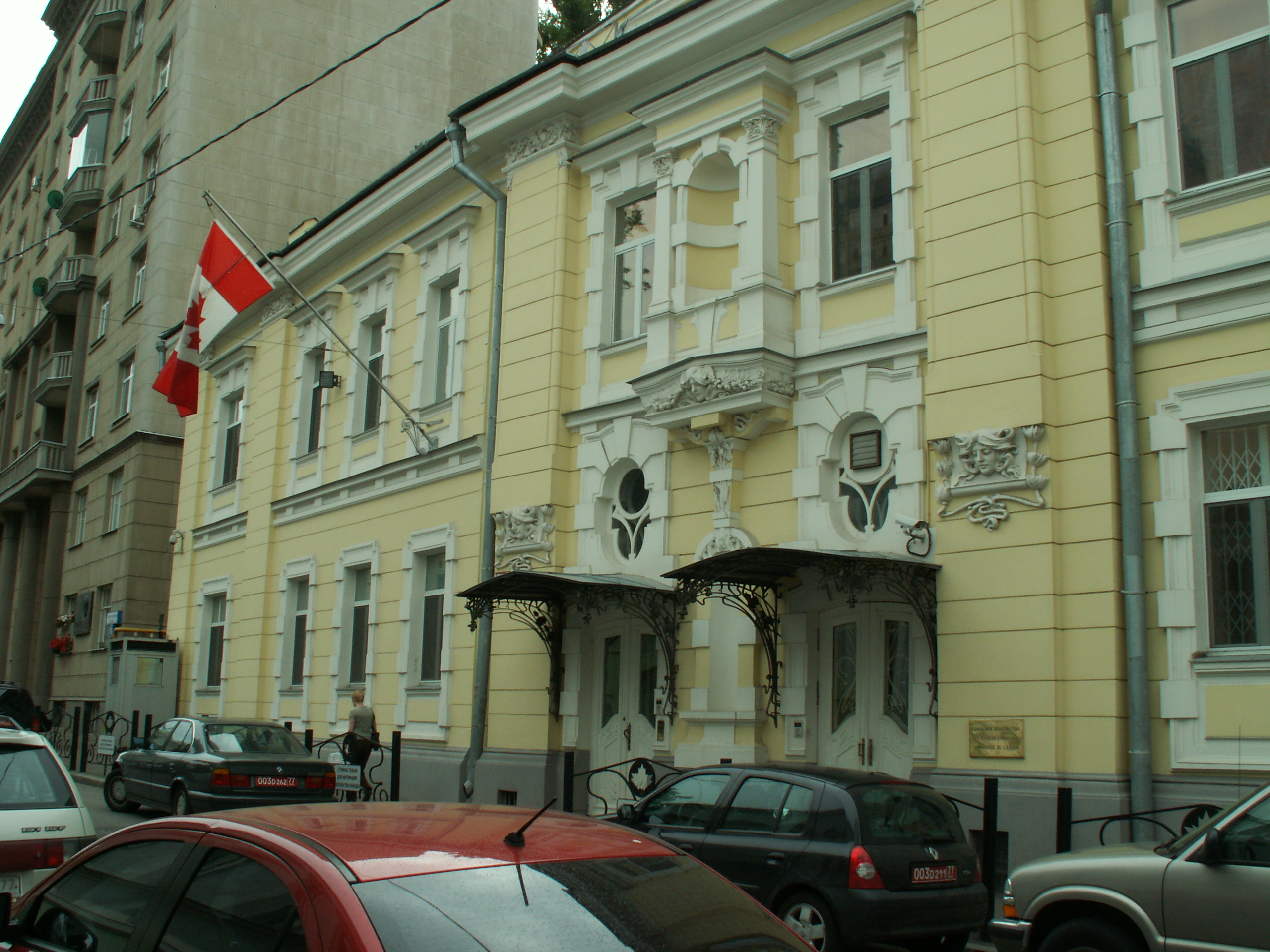
Kanadische Botschaft in Moskau

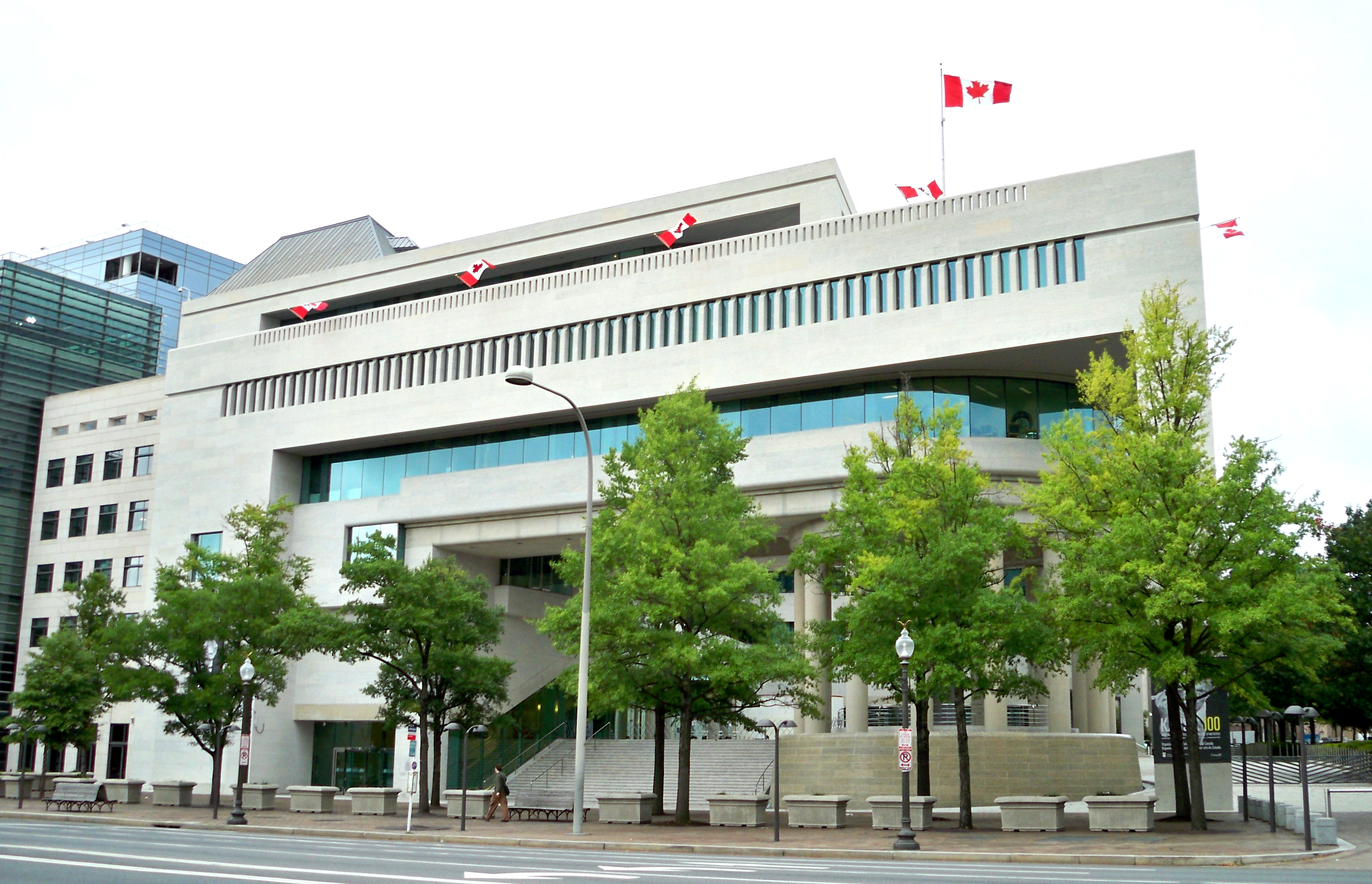
Kanadische Botschaft in Washington, D.C.

Als Staat des Commonwealth of Nations bezeichnet Kanada seine diplomatischen Vertretungen in den Hauptstädten anderer Commonwealth-Staaten nicht als Botschaft, sondern als „High Commission“ („Hochkommissariat“).

### Afrika
- Ägypten: Kairo, Botschaft
- Algerien: Algier, Botschaft
- Äthiopien: Addis Abeba, Botschaft
- Benin: Cotonou, Kanadisches Büro
- Demokratische Republik Kongo: Kinshasa, Botschaft
- Burkina Faso: Ouagadougou, Botschaft
- Elfenbeinküste: Abidjan, Botschaft
- Ghana: Accra, Hochkommissariat
- Mosambik: Maputo, Hochkommissariat
- Kamerun: Jaunde, Hochkommissariat
- Kenia: Nairobi, Hochkommissariat
- Libyen: Tripolis, Botschaft
- Mali: Bamako, Botschaft
- Marokko: Rabat, Botschaft
- Mosambik: Maputo, Hochkommissariat
- Niger: Niamey, Büro
- Nigeria: Abuja, Hochkommissariat
- Nigeria: Lagos, stellvertretende Hochkommissariat
- Ruanda: Kigali, Hochkommissariat
- Sambia: Lusaka, Hochkommissariat
- Senegal: Dakar, Botschaft
- Simbabwe: Harare, Botschaft
- Südafrika: Pretoria, Hochkommissariat
- Südsudan: Juba, Botschaft
- Sudan: Khartum, Botschaft
- Tansania: Daressalam, Hochkommissariat
- Tunesien: Tunis, Botschaft

### Asien
- Armenien: Jerewan, Botschaft
- Bangladesch: Dhaka, Hochkommissariat
- Brunei: Bandar Seri Begawan, Hochkommissariat
- Volksrepublik China: Peking, Botschaft
- Volksrepublik China: Chongqing, Generalkonsulat
- Volksrepublik China: Guangzhou, Generalkonsulat
- Volksrepublik China: Hongkong, Generalkonsulat
- Volksrepublik China: Shanghai, Generalkonsulat
- Indien: Neu-Delhi, Hochkommissariat
- Indien: Chandigarh, Generalkonsulat
- Indien: Mumbai, Generalkonsulat
- Indien: Chennai, Konsulat
- Indonesien: Jakarta, Botschaft
- Irak: Bagdad, Botschaft
- Israel: Tel Aviv, Botschaft
- Japan: Tokyo, Botschaft
- Japan: Nagoya, Konsulat
- Jordanien: Amman, Botschaft
- Kambodscha: Phnom Penh, Botschaft
- Kasachstan: Astana, Botschaft
- Katar: Doha, Botschaft
- Kuwait: Kuwait, Botschaft
- Laos: Vientiane, Botschaft
- Libanon: Beirut, Botschaft
- Malaysia: Kuala Lumpur, Hochkommissariat
- Mongolei: Ulaanbaatar, Botschaft
- Myanmar: Rangun, Botschaft
- Nordkorea: Pjöngjang, Interessensvertretung
- Pakistan: Islamabad, Hochkommissariat
- Palestina: Ramallah, Vertretung
- Philippinen: Manila, Botschaft
- Saudi-Arabien: Riad, Botschaft
- Singapur: Singapur, Hochkommissariat
- Sri Lanka: Colombo, Hochkommissariat
- Südkorea: Seoul, Botschaft
- Syrien: Damaskus, Botschaft
- Taiwan: Taipei, Kanadische Handelsstelle
- Thailand: Bangkok, Botschaft
- Vereinigte Arabische Emirate: Abu Dhabi, Botschaft
- Vereinigte Arabische Emirate: Dubai, Generalkonsulat
- Vietnam: Hanoi, Botschaft
- Vietnam: Ho-Chi-Minh-Stadt, Generalkonsulat

### Australien und Ozeanien
- Australien: Canberra, Hochkommissariat
- Australien: Sydney, Generalkonsulat
- Neuseeland: Wellington, Hochkommissariat
- Neuseeland: Auckland, Generalkonsulat

### Europa
- Belgien: Brüssel, Botschaft
- Dänemark: Kopenhagen, Botschaft
- Deutschland: Berlin, Botschaft
- Deutschland: Düsseldorf, Konsulat
- Deutschland: Stuttgart, Konsulat
- Deutschland: München, Konsulat
- Estland: Tallinn, Botschaft
- Finnland: Helsinki, Botschaft
- Frankreich: Paris, Botschaft
- Griechenland: Athen, Botschaft
- Island: Reykjavík, Botschaft
- Irland: Dublin, Botschaft
- Italien: Rom, Botschaft
- Kroatien: Zagreb, Botschaft
- Lettland: Riga, Botschaft
- Litauen: Wilna, Botschaft
- Niederlande: Den Haag, Botschaft
- Norwegen: Oslo, Botschaft
- Österreich: Wien, Botschaft
- Polen: Warschau, Botschaft
- Portugal: Lissabon, Botschaft
- Rumänien: Bukarest, Botschaft
- Russland: Moskau, Botschaft
- Russland: St. Petersburg, Generalkonsulat
- Schweden: Stockholm, Botschaft
- Schweiz: Bern, Botschaft
- Schweiz: Genf, Konsulat
- Serbien: Belgrad, Botschaft
- Slowakei: Bratislava, Büro
- Spanien: Madrid, Botschaft
- Spanien: Barcelona, Generalkonsulat
- Tschechien: Prag, Botschaft
- Türkei: Ankara, Botschaft
- Türkei: Istanbul, Konsulat
- Ukraine: Kiew, Botschaft
- Ungarn: Budapest, Botschaft
- Vereinigtes Königreich: London, Hochkommissariat

### Nordamerika
- Barbados: Bridgetown, Hochkommissariat
- Costa Rica: San José, Botschaft
- Dominikanische Republik: Santo Domingo, Botschaft
- Dominikanische Republik: Puerto Plata, Generalkonsulat
- Dominikanische Republik: Punta Cana, Büro
- El Salvador: San Salvador, Botschaft
- Guatemala: Guatemala-Stadt, Botschaft
- Haiti: Port-au-Prince, Botschaft
- Honduras: Tegucigalpa, Büro
- Jamaika: Kingston, Hochkommissariat
- Kuba: Havanna, Interessenvertretung
- Mexiko: Mexiko-Stadt, Botschaft
- Mexiko: Monterrey, Generalkonsulat
- Mexiko: Guadalajara, Konsulat
- Mexiko: Tijuana, Konsulat
- Mexiko: Acapulco, Konsularagentur
- Mexiko: Cabo San Lucas, Konsularagentur
- Mexiko: Cancún, Konsularagentur
- Mexiko: Mazatlán, Konsularagentur
- Mexiko: Playa del Carmen, Konsularagentur
- Mexiko: Puerto Vallarta, Konsularagentur
- Nicaragua: Managua, Büro
- Panama: Panama-Stadt, Botschaft
- Trinidad und Tobago: Port of Spain, Hochkommissariat
- Vereinigte Staaten: Washington, D.C., Botschaft
- Vereinigte Staaten: Atlanta, Generalkonsulat
- Vereinigte Staaten: Boston, Generalkonsulat
- Vereinigte Staaten: Chicago, Generalkonsulat
- Vereinigte Staaten: Dallas, Generalkonsulat
- Vereinigte Staaten: Denver, Generalkonsulat
- Vereinigte Staaten: Detroit, Generalkonsulat
- Vereinigte Staaten: Los Angeles, Generalkonsulat
- Vereinigte Staaten: Miami, Generalkonsulat
- Vereinigte Staaten: Minneapolis, Generalkonsulat
- Vereinigte Staaten: New York, Generalkonsulat
- Vereinigte Staaten: San Francisco, Generalkonsulat
- Vereinigte Staaten: Seattle, Generalkonsulat
- Vereinigte Staaten: Houston, Konsulat
- Vereinigte Staaten: Palo Alto, Konsulat
- Vereinigte Staaten: San Diego, Konsulat
- Vereinigte Staaten: San Juan, Puerto Rico, Konsulat

### Südamerika
- Argentinien: Buenos Aires, Botschaft
- Bolivien: La Paz, Botschaft
- Brasilien: Brasília, Botschaft
- Brasilien: Rio de Janeiro, Generalkonsulat
- Brasilien: São Paulo, Generalkonsulat
- Chile: Santiago de Chile, Botschaft
- Ecuador: Quito, Botschaft
- Guyana: Georgetown, Hochkommissariat
- Kolumbien: Bogotá, Botschaft
- Peru: Lima, Botschaft
- Uruguay: Montevideo, Botschaft

## Vertretungen bei internationalen Organisationen
- Europäische Union: Brüssel, Delegation
- NATO: Brüssel, Ständige Vertretung
- OAS: Washington, D.C., Ständige Vertretung
- AU: Addis Ababa, Ständiger Beobachter
- Vereinte Nationen: New York, Ständige Vertretung
- Vereinte Nationen: Genf, Ständige Vertretung
- ICAO: Montreal, Delegation
- UNESCO: Paris, Ständige Vertretung
- FAO: Rom, Ständige Mission
- Heiliger Stuhl: Vatikanstadt, Botschaft